# بناوجان
بناوجان (به اسپانیایی: Benaoján) یکی از دهستان‌های اسپانیا است که در مالاگا واقع شده‌است.

## خصوصیات
بناوجان ۳۲ کیلومترمربع مساحت و ۱٬۶۰۴ نفر جمعیت دارد و ۵۲۴ متر بالاتر از سطح دریا واقع شده‌است.